# Aglaia australiensis
Aglaia australiensis är en tvåhjärtbladig växtart som beskrevs av C.M. Pannell. Aglaia australiensis ingår i släktet Aglaia och familjen Meliaceae. Inga underarter finns listade i Catalogue of Life.